# Mehmet Ali Aybar
Mehmet Ali Aybar, né le 5 octobre 1908 à Constantinople et mort le 10 juillet 1995 dans la même ville (dont le nom officiel est devenu Istanbul), est un athlète et homme politique turc.
Il est éliminé au premier tour du 100 mètres ainsi que du relais 4 × 100 mètres masculin aux Jeux olympiques d'été de 1928 à Amsterdam.
Président du Parti des travailleurs de Turquie de 1962 à 1969, il est député à la Grande Assemblée nationale de Turquie de 1965 à 1973. En 1971, il est l'un des fondateurs du Parti socialiste révolutionnaire.
Il est membre du Tribunal Russell, un tribunal d'opinion fondé pour dénoncer la politique des États-Unis dans le contexte de la guerre du Viêt Nam.